# Nagy-Szamos
A Nagy-Szamos (románul: Someșul Mare) folyó Romániában, Erdélyben. Tulajdonképpen a Szamos felső szakasza, amely forrásától Désig tart. Vízhozama nagyobb, mint a Kis-Szamosé, ezért a Szamos hosszát általában a Nagy-Szamos forrásától számítják; bár a Kis-Szamos 35 km-rel hosszabb.
A Radnai-havasok keleti részén ered, a Radnai-hágó közelében, Beszterce-Naszód megyében. Délnyugat, nyugat majd ismét délnyugat felé halad, végül Mikeháza mellett, Déstől 4 km-re keletre, Kolozs megyében ömlik össze a Kis-Szamossal, létrehozva a Szamos folyót.
Jobb oldali mellékfolyói a Rebra, Szalóca, Cibles, Ilosva. Bal oldali mellékfolyói az Ilva, Sajó, Mélyes.
Közepes vízhozama Bethlennél 48 m³/s, de mértek már 3,5 m³/s (1954. január) és 2010 m³/s (1970. május 13.) értéket is.

## Települések a folyó mentén
(Zárójelben a román név szerepel.)
- Újradna (Șanț)
- Óradna (Rodna)
- Major (Maieru)
- Oláhszentgyörgy (Sângeorz-Băi)
- Földra (Feldru)
- Kisrebra (Rebrișoara)
- Naszód (Năsăud)
- Szálva (Salva)
- Magyarnemegye (Nimigea de Jos)
- Bethlen (Beclean)
- Felőr (Uriu)
- Árpástó (Braniștea)
- Retteg (Reteag)
- Kozárvár (Cuzdrioara)
- Mikeháza (Mica)
- Dés (Dej)